# Haralambie Grămescu
Haralambie Grămescu (n. 18 ianuarie 1926, Plenița, județul Dolj – d. 14 martie 2003, Craiova) a fost un poet și traducător român.
A fost fiul Elisabetei (născută Voinescu) și al lui Ionel Grămescu, țărani. A urmat liceul la Craiova și Pitești între anii 1937 - 1945, apoi Facultatea de Medicină la Cluj în perioada 1945 - 1949 (neterminată) și Școala de Literatură „Mihai Eminescu” la București între 1950 - 1951. În perioada 1964 - 1965 începe cursurile la Facultatea de Filologie a Universității din București, pe care nu o termină . Între 1950 și 1972 este, pe rând, referent la Uniunea Scriitorilor, redactor la Editura de Stat pentru literatură și artă, Gazeta literară și Luceafărul, lector la Editura Minerva. Debutează încă din 1949 în ziarul Lupta Ardealului, dar prima carte, Elegii și egloge, îi apare abia în 1969.
A tradus din Margarita Aligher, Arany János, Balzac, Ibsen, María Teresa León, K. M. Siminov ș.a. A transpus în românește povestirile din 1001 de nopți și a repovestit Cele șapte călătorii ale lui Sinbad marinarul (1977). În 1982 primește premiul Asociației Scriitorilor din București pentru traducerea povestirilor din O mie și una de nopți.
A fost tatăl scriitorului Mihail Grămescu.

## Opera
- Elegii și egloge, București, 1969;
- Norul lui Magellan. Ode și epode, București, 1972;
- Cele șapte călătorii ale lui Sinbad Marinarul, repovestite de Haralambie Grămescu, București, 1977;
- Prin vântul toamnei, București, 1987;
- Pactul cu diavolul, roman, Plenița, 1994;
- Adaptarea la mediu, versuri, Craiova, 1997.
- Găini și șobolani, studiu (continuare la "Pactul cu diavolul"), București, 2004.

Antologii
- Întoarcerea florilor, 1971 – poezii din folclorul naționalităților conlocuitoare
- Glasurile patriei, 1972 – poezii patriotice
- Imnurile muncii, 1974

Traduceri
- P. Antolkoski, Versuri alese, București, 1955;
- Arany J., Versuri alese, București, 1957;
- Balade populare maghiare din R. P. R., București, 1960;
- K. M. Simonov, Fumul patriei, în colab. cu E. Silaghi, București, 1960;
- V. Briusov, Eu am crescut în vremea surdă, București, 1961;
- Salamon E., Cântec pentru urmași, în colab. cu V. Teodorescu și Veronica Porumbacu, București, 1965;
- H. Ibsen, Pretendenții la coroană, în colab. cu Maria-Alice Botez;
- H. Ibsen, Brand, în vol. Teatru, I, București, 1966;
- H. Ibsen, Rața sălbatică, în colab. cu N. Filipovici, în vol. Teatru, III, București, 1966;
- Maria Teresa León, Când trecutul se numește ea, în colab. cu D. Nicolescu, București, 1967;
- Mikszáth K., Umbrela Sfântului Petru, în colab. cu Lucia Nasta, pref. de N. Balotă, București, 1968;
- H. de Balzac, Istoria celor treisprezece, București, 1969 (ed., 1993);
- Kányádi S., Versuri, București, 1969;
- H. de Balzac, Femeia de treizeci de ani, București, 1971;
- H. de Balzac, Șuanii (Scene din viața militară), București, 1971 (ed. II, 1981);
- H. de Balzac, Béatrixi, București, 1973;
- Tompa L., Lampa lui Diogene, București, 1975;
- Antologie de poezie bulgară de la începuturi până azi, în colab., București, 1977;
- Cartea celor o mie și una de nopți, I-II, București, 1978-1988 (alte ed., I-II, 1997; I-III, Chișinău, 1998-2000);
- Antologie de poezie armeană clasică și contemporană, în colab., București, 1981;
- H. de Balzac, Femeia la treizeci de ani. Istoria celor treisprezece, București, 1981;
- Cele șapte călătorii ale lui Sinbad Marinarul, reportaje , București, 1982 (altă ed., 1997);
- Aladin și lampa fermecată, București, 1991;
- H. de Balzac, Ferragus. Fata cu ochii de aur, București, 1992;
- Povestea Dalilei cea vicleană. Povestea adormitului treaz, Craiova, 1993;
- Florile hazului, Craiova, 1993;
- Comoara fără sfârșit și alte povestiri, Craiova, 1993;
- Ali Ben Bekar și frumoasa Samsennahar, Craiova, 1994;
- Ali Baba și cei patruzeci de hoți. Lampa lui Aladin. Sindbad Marinarul, București, 1994;
- Sultanul Sabrior, Craiova, 1994.